# Низковский сельсовет (Московская область)
Низковский сельсовет — упразднённая административно-территориальная единица, существовавшая на территории Московской губернии и Московской области до 1954 года.
Низковский сельсовет был образован в первые годы советской власти. По данным 1923 года он входил в состав Поминовской волости Егорьевского уезда Московской губернии.
В 1925 году к Низковскому с/с был присоединён Пановский с/с, но уже 16 ноября 1926 года он был выделен обратно.
По данным 1926 года сельсовет включал деревни Каменская, Низкая, Пановская, хутора Пешур и Каменские выселки.
В 1929 году Низковский с/с был отнесён к Егорьевскому району Орехово-Зуевского округа Московской области.
14 июня 1954 года Низковский с/с был упразднён. При этом его территория была передана в Мартыновский с/с.